# Konflikt tragiczny
Konflikt tragiczny polega na zderzeniu dwóch racji, które zawsze są równorzędne i jednocześnie przeciwstawne. Konflikt ten oznacza dla bohatera beznadziejną walkę z losem, która zawsze kończy się jego klęską.
Klasycznym przykładem konfliktu tragicznego jest dylemat Antygony w tragedii Sofoklesa, gdzie zaprezentowany jest konflikt między prawem boskim (nakazem chowania zmarłych) a prawem państwowym (Kreon zabronił pochować Polinika jako zdrajcę ojczyzny).